# Olof Olsson i Löräng
Olof Olsson (i riksdagen kallad Olsson i Löräng), född 28 mars 1863 i Järvsö, död där 23 november 1940, var en svensk lantbrukare och riksdagspolitiker. 
Olof Olsson var riksdagsledamot i andra kammaren 1914 för Hälsinglands norra valkrets.